# Roquefortin C
Roquefortin C (Synonym: Roquefortin) ist ein Naturstoff aus der Gruppe der Mykotoxine und wird insbesondere in Arten der Schimmelpilzgattung Penicillium (Pinselschimmel) gebildet. Erstmals wurde es aus dem zur Blauschimmelkäse-Herstellung verwendeten Penicillium roqueforti isoliert.

## Vorkommen
Roquefortin C wurde erstmals 1975 von japanischen Forschern in Penicillium roqueforti gefunden. Es wird auch von weiteren Penicillium-Arten (etwa P. notatum, P. oxalicum, P. communi, P. corymbiferum, P. expansum, P. urticae sowie P. crustosum) produziert.
In Untersuchungen an Blauschimmel-Käsesorten wurde Roquefortin C in unterschiedlichen Konzentrationen gefunden (bis zu 6,8 mg/kg, durchschnittlich 0,42 mg/kg, bis zu 1,47 mg/kg, bis zu 12 mg/kg).

## Eigenschaften
Roquefortin C ist ein Indolalkaloid. Es ist in organischen Lösungsmitteln wie Alkoholen und Chloroform löslich, hingegen nur wenig in Wasser und Hexan. Der Schmelzpunkt des aus Methanol-Wasser kristallisierten Solvats wird mit 195–200 °C angegeben. Roquefortin C ist optisch aktiv.
Roquefortin C gilt als schwaches Neurotoxin. Toxizitätsstudien liefern unterschiedliche Ergebnisse. Es wird davon ausgegangen, dass im Blauschimmelkäse vorhandenes Roquefortin C kein Gesundheitsrisiko für Verbraucher darstellt. Aus Fallbeschreibungen ergaben sich Hinweise auf Roquefortin-C-verursachte Vergiftungen bei Hunden.
Das 3,12-Z-Isomer von Roquefortin C ist das erstmals 1979 unter photochemischer Einwirkung erhaltene Isoroquefortin C. Es kommt nicht natürlich vor.

Chemische Struktur von Isoroquefortin C